# 대한건설기계협회
대한건설기계협회(大韓建設機械協會, Korea Construction Equipment Association ; KCEA)는 건설기계사업의 건전한 발전과 건설기계사업자의 공동이익을 도모하기 위하여 설립된 법정법인이다. 서울특별시 서초구 서초대로 42길 54, 건설기계회관 4층에 있다.

## 설립 근거
- 건설기계관리법[3]

## 연혁
- 1978년 6월 사단법인 대한중기협회 설립
- 1980년 10월 한국중기기술연구소 합병
- 1982년 12월 중기검사업무 대행 지정
- 1983년 3월 시도지회 설치
- 1983년 4월 중기검사소 설치 및 검사업무 개시
- 1984년 3월 해외반입중기 사후관리업무 단체 지정
- 1986년 6월 전산기기 설치 및 중기등록, 검사업무 전산관리
- 1994년 3월 대한건설기계협회 창립총회 (대한중기협회 해산)
- 1994년 4월 대한건설단체총연합회 회원 가입
- 1994년 8월 대한건설기계협회 설립등기
- 1998년 2월 재단법인 대한건설기계안전관리원 분리 (건설기계 검사부문)
- 1999년 5월 대한건설기계협회 울산광역시지회 설립
- 2000년 11월 산업재해, 임금채권보장 및 고용보험 사무조합 위탁대행 (근로복지공단)
- 2003년 2월 건설기계회관 개관
- 2007년 3월 건설기계공제조합 설립허가(건설교통부)
- 2008년 11월  대한건설기계신문 창간
- 2009년 11월 건설기계임대료 체납 및 민원신고센터 개설(자체시행)
- 2011년 7월 미소금융지원 업무 협약
- 2013년 3월 건설기계공제조합 사업 개시허가(국토교통부)
- 2013년 6월 건설기계운전·정비 국가직무능력표준(NCS) 개발기관 지정
- 2014년 9월 건설기계대여계약신고 시스템 구축
- 2014년 7월 건설기계 임대료체납 및 민원신고센터 설치(국토교통부 승인)

## 주요 업무
- 건설기계 사업자의 품위보전, 권익향상 및 상호협력 증진 도모
- 국가 비상사태에 대비한 동원태세 확립
- 공제조합 설립 통한 사업자 경영합리화 추진
- 건설기계 사업자의 합리적인 운영관리와 건설공사 기계화 시공 촉진
- 건설기계 사업과 관련된 제반제도의 개선 및 연구개발
- 정부 위탁업무 수행

## 조직

### 대한건설기계협회장
- 윤리위원회
- 대여위원회
  - 대여분과위원회
  - 기종분과위원회

### 공제사업본부[4]
- 공제기획실
- 공제운영실
- 손해예방실

### 상임이사
- 기획운영실
- 진흥정책실
- 기술정책실
- 전산실
- 홍보팀
- 경영지원팀

## 지회
| - 서울지회 - 인천지회 - 경기지회 | - 강원지회 | - 충북지회 | - 대전세종충남지회 | - 전북지회 | - 광주·전남지회 | - 대구지회 - 경북지회 | - 부산지회 - 울산지회 - 경남지회 | - 제주지회 |

## 같이 보기
- 대한건설기계매매협회
- 한국건설기계산업협회
- 한국건설기계정비협회